# Рогати гофери
Рогатите гофери са гризачи от рода Ceratogaulus или Epigaulus, от изчезналoтo семейство гризачи Mylagaulidae. Ceratogaulus е единственият известен род гризачи с рога, те са най-малките известни рогати бозайници. 
Рогатия гофер е живял от късния Миоцен до началото на Плейстоцена,  в територията на днешните Големи равнини на Северна Америка и най-вече - Небраска.

## Описание
В много отношения тези животни приличат на съвременните мармоти и вероятно подобно на тях са били ровещи животни. Те са били с около 30 см на дължина. Предните им лапи приличат на гребла - с мощни нокти приспособени за копаене. Имали са малки очи, и вероятно лошо зрение, подобно на къртиците.
Рогатите гофери са имали по 2 доста големи, в сравнение с размера на тялото, рога. Има много предположения, относно тяхната роля. Възможностите за евентуалното им използване включват копаене (въпреки че позицията и ориентацията им до голяма степен изключва това), роля при чифтосването, или борба и защита от хищници. Тъй като рогата са присъщи и за двата пола, тяхната роля в отбраната на животните изглежда най-вероятна.